# テソ地方

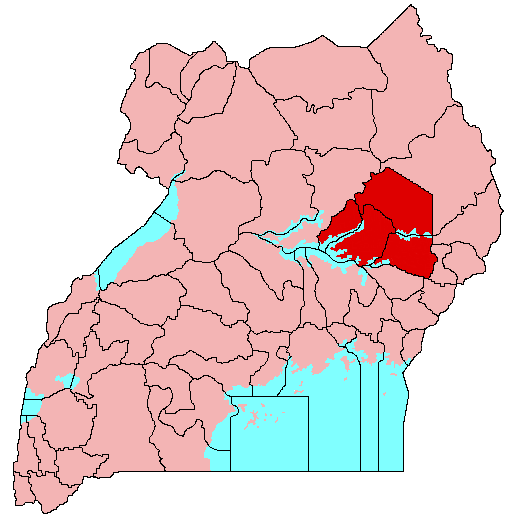
テソ地方と県（2001年7月 - 2005年7月）

テソ地方 (テソちほう、Teso) はウガンダ北東部の伝統的地方である。主にナイル系のテソ族と南西部にクマム族が住む。北東にカラモジャ地方、南東にブギス、ブケディ、キオガ湖を挟み南西にブソガ、北西にランゴ地方と接する。ナイル系の住民は伝統的には北部に属するが、テソ地方は1974年に東部州に入れられて以降政治的には東部として扱われる。
イギリス植民地時代にテソ県が置かれ、1912年にソロティが県庁所在地とされた。1974年に南東部が分割され、1980年にソロティ県とクミ県に改名された。ヨウェリ・ムセベニ政権初期にはウガンダ人民民主軍及び神の抵抗軍と国民抵抗軍の戦争に苦しめられた。またカラモジャ地方からの略奪の被害を受けた。1997年3月にソロティ県東北部がカタクイ県に分割され、2001年7月にソロティ県西部がカベラマイド県に、2005年7月にカタクイ県の西部がアムリア県に分割された。2006年7月にクミ県南東部がブケデア県に分割された。

## 脚註
1. ↑  Districts of Uganda, Statoids, 2008年8月16日閲覧。